# Raúl Ruidíaz
Raúl Mario Ruidíaz Misitich (* 25. Juli 1990 in Lima) ist ein peruanischer Fußballspieler. Der Stürmer ist seit 2011 A-Nationalspieler.

## Karriere

### Verein
Ruidíaz begann seine Karriere bei América Cochahuayco, einem Farmteam von Universitario de Deportes. Ab September 2009 spielte er für die Profimannschaft von Universitario de Deportes, mit der er 2009 peruanischer Meister wurde. Im Januar 2012 wechselte er zum CF Universidad de Chile. Bereits im August des Jahres wechselte er nach Brasilien zum Coritiba FC. Nachdem Ruidíaz in der Staatsmeisterschaft von Paraná 2013 wenig Berücksichtigung gefunden hatte, kehrte auf Leihbasis bis Ende des Jahres zu Universitario de Deportes zurück. Die Leihe wurde später bis 2014 verlängert.
Anfang 2015 wechselte Ruidíaz zum FBC Melgar. Im August kehrte er erneut zu de Deportes zurück. Ein Jahr später wechselte er nach Mexiko zu Monarcas Morelia, wo er 2017 fest übernommen wurde.
Im Juni 2018 erfolgte der Wechsel in die USA zu den Seattle Sounders. Im Februar 2002 erhielt er eine Vertragsverlängerung bis 2024.
Nach Auslaufen seines Kontraktes mit den Amerikanern, wechselte Ruidíaz in seine Heimat zum Atlético Grau.

### Nationalmannschaft
Am 1. Juni 2011 debütierte Ruidíaz in der peruanischen Nationalmannschaft, als er beim Spiel gegen Japan eingewechselt wurde. Seinen ersten Treffer erzielte er beim 2:2 gegen Venezuela am 25. März 2016. Er stand im Aufgebot Perus für die Weltmeisterschaft 2018, bei der Peru nach zwei 0:1-Niederlagen gegen Dänemark und Frankreich und einem 2:0-Sieg gegen Australien als Dritter der Gruppe C in der Gruppenphase ausschied. In den ersten beiden Spielen wurde Ruidíaz eingewechselt.

## Erfolge
Universitario de Deportes
- Peruanischer Meister: 2009, 2013

Seattle Sounders
- MLS Cup: 2019
- CONCACAF Champions Cup: 2022